# ダイポールアンテナ

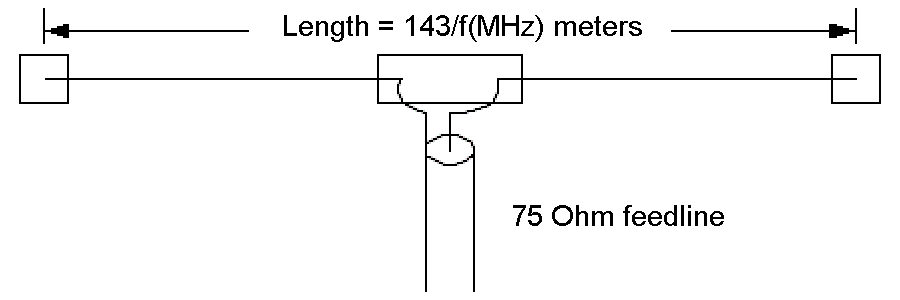
半波長ダイポールアンテナの概略図

共振回路のコンデンサからダイポールアンテナを展開するアニメーション。青線が電場を、赤線が磁場を表す

ダイポールアンテナ（英語：dipole antenna）またはダブレットアンテナ（doublet antenna）は、ケーブルの先（給電点）に2本の直線状の導線（エレメント）を左右対称につけたアンテナである。モノポールアンテナとともに線状アンテナの基本となるアンテナであり、最も構造が簡単なアンテナである。略してDP。アマチュア無線用の自作アンテナとして広く普及している。理論上の利得は2.14dBi（2.15dBiとされる場合もある）である。導線は水平の状態で用いることが多い（水平ダイポール）。設置スペースを節約するため、および打ち上げ角を調整して遠距離通信に有利とするため、傾斜（スローパーダイポール）または垂直の状態（垂直ダイポール）で用いられることもある。

## 長さ
原理上の各エレメントの長さは1/4波長（全体で1/2波長）。ただし、厳密に1/4波長ではインピーダンスが誘導性となる（正の虚数成分を持つ）ため給電線とのインピーダンス整合が難しくなるので、1/4波長よりも数%短縮させてインピーダンスを純抵抗に合わせる事が多い。
エレメントを短縮する比率を短縮率と呼び、1以下の数字で表される。短縮率はエレメントが太いほど小さくなる。「短縮率」が必要な原因は、アンテナ線中の伝播速度が真空中≒空中よりも遅く、概ね短縮率を乗じた速度だから、1/2波長が空中より短いためであり、必然的に1以下となる。エレメント廻りの分布インダクタンス、分布キャパシタンスで伝播速度が変わることで分布定数共振の共振長さが変わる。両端に金属板を取り付けると、そのコンデンサー効果で更に短縮される。
ダイポール・アンテナの場合、両端が「開放端反射」となり、進行波と反射波の干渉で丁度定在波が発生した状況がアンテナの共振周波数であり、アンテナ長が1/2波長の場合が共振の基本波で中央給電部が大電流点、1波長が2倍周波数で中央給電部が高インピーダンス点、1.5波長が3倍周波で中央が大電流点……と基本波のn倍が共振点となる。
すなわち周囲の影響によって共振長さが変わるため、机上計算で正確な長さを求めることは困難である。そこで実際は、少し長めに製作しておいて、SWRが所望の周波数で最低になるようにエレメントを切り詰めて微調整することで最終的な長さを決定する。周波数 ν[MHz]に対する波長 λ[m]は、次の計算式により求めることができる。
{\displaystyle \lambda ={2\pi  \over k}={2\pi v \over \omega }={v \over \nu }}

## インピーダンス
2本の導線の内角を180°にすると入力インピーダンスが約73Ωとなる。内角を120°にすると入力インピーダンスがほぼ50Ωとなり、50Ω系の同軸ケーブルで直接給電が可能となる。このとき、アンテナの形がアルファベットのVの字に見えることから、V型ダイポールアンテナと呼ばれる。アマチュア無線家の間で俗称バンザイアンテナと呼ばれることもある。これの天地を逆にしたものをインバーテッドVアンテナ（略してIVアンテナ）または逆Vアンテナと言う。

## 平衡-不平衡変換
アンテナ側は平衡（電位の分布が対称）、同軸ケーブル側は不平衡（電位の分布が非対称）となるため、適切に給電するためにはバラン（平衡-不平衡変換器）を介して給電する必要がある。
バランを省略した場合、同軸ケーブルの表面の導体が片側のアンテナエレメントとしてある程度動作するため、指向性が乱れたり、利得が低下する場合がある。しかし、影響は軽微であるため、簡易な用途ではしばしばバランが省略される。

## 指向性
エレメントに垂直な方向で電磁波の放射が最大になり、エレメントに平行な方向には放射がゼロになる。放射の角度と強度の関係（指向性）を図示すると、「8」の字のように円を2個連ねた形になる。地面近くに展張した水平ダイポールの場合は、地面の影響を受けるため、地上高により打ち上げ角（垂直面内指向性）が様々に変化する。

## 小型化
エレメントの途中にコイル（ローディングコイル、延長コイル）を挿入することで物理的長さを短縮することができる。なお、短縮のためのコイルなのに延長コイルと言うのは、短縮された物理的長さを電気的に延長し電気的には元の長さに見えるようにするためのコイルだからである。電気的な長さのことを物理長に対して電気長と言う。またエレメントを折り返すことで物理的長さを短縮することができる。

## 多周波化
複数のエレメントを平行に設けたり、エレメントの途中にLC並列共振回路を設け共振周波数においてエレメントの先端を電気的に切り離したりすることで、複数の周波数帯で動作させることが可能である。このような目的で使われるLC並列共振回路をトラップと呼ぶ。
アマチュア無線家による多周波化の例
製作したトラップが所望の周波数で共振している事を確認するには高価な測定器が必要であり、ある程度の専門知識も必要とする。そこで、単にエレメントの途中を実際に切断したり接続したりする事で多周波化する研究がアマチュア無線家の間でおこなわれている。ギボシ端子を用いることで切断と接続を効率よく行う方法が考案されている。これをギボシダイポールアンテナという。短波帯以下のダイポールアンテナのようにアンテナの形状が大きくエレメントに手が届かない場合は、使用周波数を変えるたびにアンテナを上げ下げする必要がある。したがって、固定局への適用は難しく、専ら移動運用で使われる。アンテナの上げ下げには滑車や伸縮ポールが使われる。

## 応用
そのままで八木・宇田アンテナの放射器として用いられる他、垂直に設置して一端のエレメントを接地、あるいは導体板に置き換えることでブラウンアンテナとなる。
ダイポールアンテナの原理を応用したアンテナには次のような種類がある。
- モノポールアンテナ - ダイポールアンテナを片側だけにしたもので、小は携帯端末機器の内蔵アンテナから、ラジオの伸縮可倒ロッドアンテナ、大はE-6のワイヤーアンテナなどの例がある。
- 逆V型アンテナ
- ツェップアンテナ
- U型アドコックアンテナ
- 折返しダイポールアンテナ
  - T2FD
- 広帯域ダイポールアンテナ
  - 対数周期アンテナ
  - ファンアンテナ
  - バイコニカル・アンテナ（コニカルアンテナ）
  - スーパーターンスタイルアンテナ（バイコニカルアンテナの二次元型）
  - ディスコーン・アンテナ
- 八木・宇田アンテナ（八木アンテナ）
- 位相差給電アンテナ
  - HB9CV
  - フェーズドアレイアンテナ
  - アダプティブアレイアンテナ